# Csillag nélkül
A Csillag nélkül a Monkey Jardin albuma. Az együttes 2007-ben kezdte a lemez felvételeit és 11 hónapnyi munka után 2008-ban fejezte be. A felvételek kezdetekor az együttes épp trió volt, így a Csillag nélkül billentyűsávjait (a zongorarészek kivételével) többnyire Nyerges Gábor Ádám játszotta fel. Nyerges volt a lemez zenei rendezője és (egy kivételével) az összes dal szerzője is, a dalszövegeket két kivétellel Hidvégi Katalin írta. A felvételek legnagyobbrészt a Nyerges és Solt Ádám lakásán felszerelt házi stúdiókban készültek.

## Felvételek
A lemezfelvétel folyamatát híven dokumentálja a Csillag nélkül rögzítésének kezdetével egy napon indult blog, a. A lemez, bár házi körülmények közt készült, lényegesen jobb minőségű a hasonló módon rögzített hanganyagok többségénél. Érdekesség, hogy mivel az együttes 2008 őszéig nem foglalkoztatott basszusgitárost, a Csillag nélkülön sem hallható basszusgitár, mindössze egy synth bass szólam az Egyedül jobb című számban.

## Megjelenés
A Csillag nélkül 2008. szeptember 16-án, az együttes második születésnapján jelent meg az ez alkalomból teljesen megújult hivatalos honlapon, szerzői kiadásban, ingyenes letöltésként. A Monkey Jardin eleinte nagyjából egy hónap késéssel, később a 2008-as év végére tervezte a fizikai változat megjelentetését, ez azonban technikai okokból végül nem bizonyult megoldhatónak. A Csillag nélkül borítóját egy fiatal képzőművész, Ridovics Ádám készítette, azonban szakmai problémák miatt az együttes kénytelen volt a tervezett, de végül meg nem valósult fizikai kiadáshoz új artworköt terveztetni. Jelenleg nem tudhatni, hogy tervbe van-e véve az album esetleges későbbi, cédés megjelentetése.

## B-oldalas számok
A Csillag nélkül felvétele során nem egy felvétel készült, amely a lemezre végül nem került fel. Ezek jellemzően az albumot beharangozó kislemezekre kerültek, mint a Kockázat (2008) kislemezre került Átajjános sláger és Mi a szöveg című dalok, vagy a Szublimáció (2008) kislemezen helyet kapó We are the Sampionz és az Utódok tánca. Két további felvétel, a Droghatás II-es, akusztikus verziója, illetve a Rhesus Macaco című szám eredetileg a cd-n szerepeltek volna, azonban a cd-megjelenés elmaradása miatt ezek a dalok mindezidáig kiadatlanok maradtak. Három befejezetlen (vagy legalábbis megkezdett, de ki sosem adott) felvételről is tudunk: a Kátrány, a Vazul és a Klári néni című számokéról. A zenekar saját myspace oldalán megjelentette Fenyvesi Márton két zongoraszólóját (amelyek eredetileg a címadó dalhoz készültek, de végül kimaradtak a dalból) Csillaghullás I. illetve II. címen. A lemezkészítés közben, illetve után keletkezett remixek a Csillag nélkül megjelenése után három hónappal (az eredeti nagylemezzel megegyező módon, „karácsonyi ajándékként” publikálva) kiadott CsillaXolárium címet viselő remixgyűjteményen kaptak helyet.

## Az album dalai
Minden dalt Nyerges Gábor Ádám írt és minden dalszöveg Hidvégi Katalin műve, kivéve, ahol jelölve van.
1. Egyedül jobb – 3:05
2. Kockázat – 6:06
3. Droghatás (zene: Hidvégi-Nyerges) – 4:19
4. Fehéroroszlán – 4:04
5. Szublimáció – 3:20
6. Utolsó darazsak – 3:40
7. Nincs sok hely (szöveg: Nyerges) – 3:49
8. Pötyi a transzformátor – 5:55
9. Csillag nélkül – 5:53
10. Bálványimádó – 6:55
11. Szori (szöveg: Nyerges) – 5:32

## Külső hivatkozások
- Az album dalszövegei